# الانتخابات الرئاسية الفنزويلية 2024
من المقرر إجراء انتخابات رئاسية في فنزويلا في 28 يوليو 2024 لاختيار رئيس لفترة ولاية مدتها ست سنوات تبدأ في العاشر من يناير عام 2025.
وقد استُبعد مرشحو المعارضة البارزون من المشاركة في الانتخابات خلال الحملة الانتخابية أو في الانتخابات السابقة. في يونيو 2023، منعت الحكومة الفنزويلية المرشحة الرائدة ماريا كورينا ماتشادو من المشاركة بسبب جرائم سياسية مزعومة. وقد اعتبرت المعارضة هذه الخطوة انتهاكًا لحقوق الإنسان السياسية وأدانتها هيئات دولية مثل منظمة الدول الأمريكية والاتحاد الأوروبي وهيومن رايتس ووتش، بالإضافة إلى دول مثل كولومبيا وباراجواي وأوروجواي والإكوادور، والولايات المتحدة والمملكة المتحدة وألمانيا وتشيلي وكندا وفرنسا والمكسيك.
أعلن المجلس الوطني للانتخابات أن الانتخابات ستُعقد في 28 يوليو (اليوم الذي كان من المفترض أن يوافق عيد ميلاد هوغو شافيز السبعين)، ومن المقرر أن يتم تقديم الترشيحات في الفترة من 21 إلى 25 مارس وأن تقام الحملات الانتخابية في الفترة من 4 إلى 25 يوليو.
وقد نددت المنظمات غير الحكومية والأحزاب السياسية الفنزويلية باستخدام المعلومات المضللة، والتهديدات بالقتل، والاعتداءات الجسدية من قبل أنصار التشافيزية وجيش التحرير الوطني، وهي جماعة حرب العصابات الكولومبية اليسارية المتطرفة، على مرشحي المعارضة.
يتنافس في هذه الانتخابات الرئيس الحالي نيكولاس مادورو الساعي لولاية ثالثة أمام مرشح المعارضة الموحدة الدبلوماسي والسفير السابق البالغ 74 عامًا إدموندو غونزاليس، الذي تعهد قيادة حملة المعارضة، بعد اختيارها له بدل زعيمتها المستبعدة ماريا كورينا ماتشادو، للفوز في انتخابات 28 تموز/يوليو واستعادة الديمقراطية في فنزويلا وإطلاق سراح السجناء السياسيين واستعادة العلاقات مع دول العالم، وأولها الولايات المتحدة التي وصلت إلى أدنى مستوياتها في عهد مادورو.

## المرشحين

### القطب الوطني العظيم لسيمون بوليفار
في 16 مارس 2024، أعلن الحزب الاشتراكي الموحد الفنزويلي رسميًا أن الرئيس الحالي نيكولاس مادورو سيكون مرشحهم لخوض الانتخابات الرئاسية، ستكون هذه هي المرة الثالثة التي يترشح فيها مادورو لولاية مدتها ست سنوات كرئيس. وسجل مادورو ترشيحه رسميًا في 25 مارس.

### المنصة الموحدة

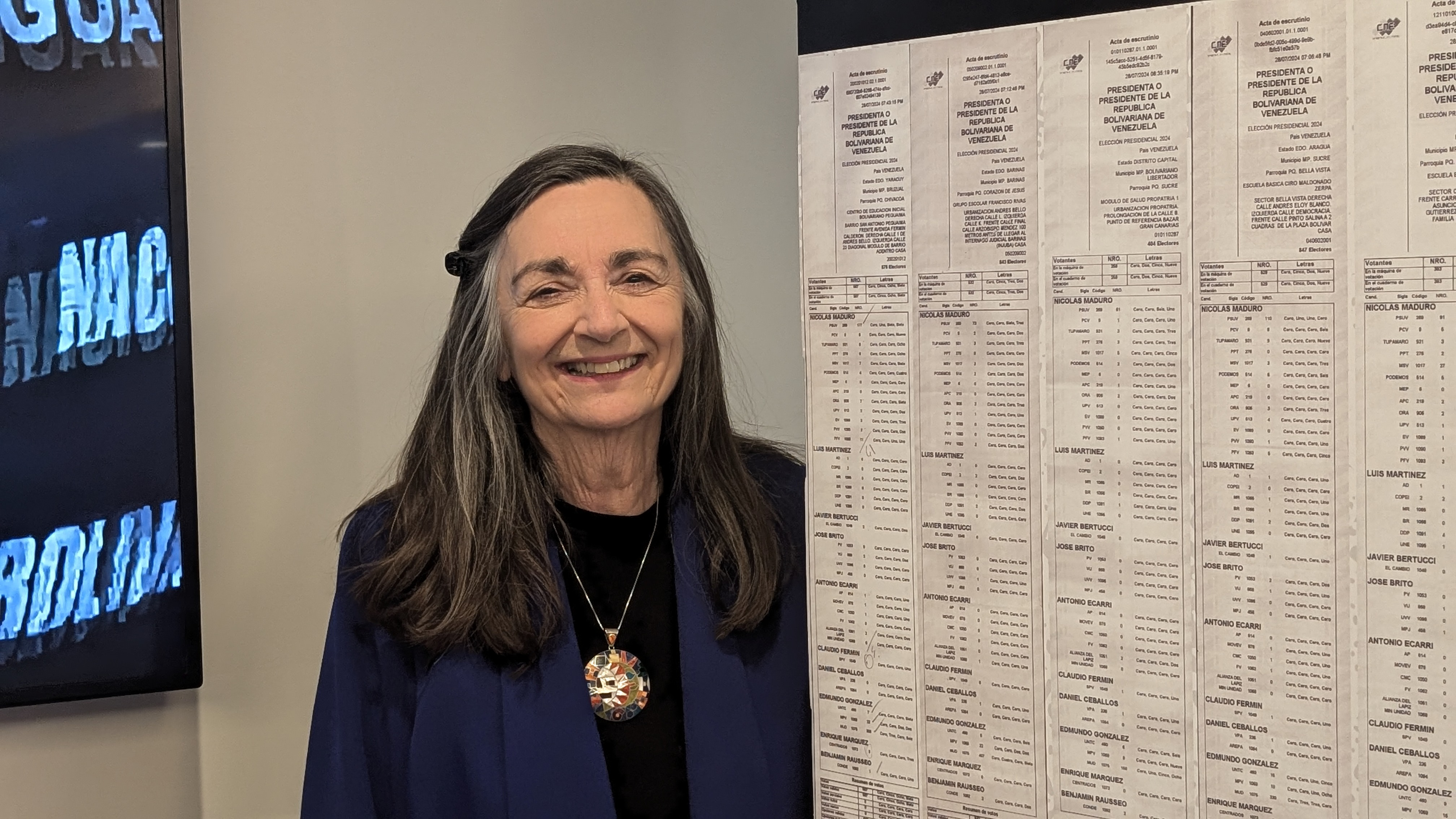
جيني لينكولن، مراقبة الانتخابات في مركز كارتر، مع سجلات التصويت

في 16 مايو 2023، أعلنت المنصة الموحدة عن إجراء عملية أولية لانتخاب مرشح واحد للانتخابات الرئاسية، الانتخابات التمهيدية الرئاسية للمنصة الموحدة لعام 2023. في 24 يوليو 2023، انتهت فترة التقديم، حيث سجل 14 مرشحًا. بعد إجراء الانتخابات التمهيدية في 22 أكتوبر 2023، تم إصدار نشرة أولى مع فرز 26٪ فقط وكانت الفائزة ماريا كورينا ماتشادو، بفوزها بأكثر من 90٪ من الأصوات. في 23 أكتوبر، تم تسليم النشرة الانتخابية الثانية للجنة الانتخابات الأولية الوطنية، حيث أُعلن أنه مع فرز 92.65٪، حافظت كورينا ماتشادو على أكثر من 90٪ من الأصوات وتم تحديدها لتكون مرشحة المنصة الموحدة للانتخابات الرئاسية الفنزويلية لعام 2024.
في 22 مارس 2024، أعلنت ماريا كورينا ماتشادو أن المؤرخة والأستاذة كورينا يوريس تم اختيارها كمرشحة رئاسية للمعارضة الفنزويلية بسبب استبعاد ماتشادو.
لم تتمكن يوريس من التسجيل رسميًا كمرشحة في الانتخابات الرئاسية، حيث قال ممثلو المنصة الموحدة إن اللجنة الانتخابية منعت تسجيلها. وبعد احتجاجات من دول بما في ذلك الولايات المتحدة والبرازيل وكولومبيا وغواتيمالا، سجلت المنصة الموحدة الدبلوماسي السابق إدموندو جونزاليس أوروتيا كمرشح مؤقت في انتظار اختيار مرشح آخر. في 19 أبريل 2024، صوتت المنصة الموحدة، جنبًا إلى جنب مع المرشح الطامح الحاكم مانويل روزاليس، على أن يكون جونزاليس أوروتيا المرشح الوحيد الذي يمثل المعارضة الفنزويلية. قبل روزاليس هذه النتيجة، تاركًا جونزاليس أوروتيا ليكون مرشح المعارضة الرسمي لانتخابات يوليو.

### عهد جديد
أعلن الحاكم مانويل روزاليس رسميًا عن ترشيحه للرئاسة "في اللحظة الأخيرة" - وهي الخطوة التي فاجأت المنصة الموحدة، على الرغم من أنه أشار إلى أنه سيتنازل عن منصبه لمرشح معارضة موحد، تم الاعتراف بروساليز كمرشح معارضة أكثر اعتدالًا وكان قابلاً للتفاوض مع حكومة مادورو؛ فقد اعترف بانتخابات مادورو المتنازع عليها في عام 2018 وأدان العقوبات التي فرضتها الولايات المتحدة على فنزويلا.
في 19 أبريل 2024، أعلنت حركة العصر الجديد والمنصة الموحدة أنه بعد تصويت بالإجماع، سينسحب روزاليس من السباق ويؤيد إدموندو جونزاليس.

## روابط خارجية
- www.primariaexteriorve.com
- www.buscadorprimaria2023.com
- اللجنة الوطنية للبريماريا